# Teco Benson
Teco Benson (Ojoto, Anambra, 28 de febrer de ?) és un director de cinema i productor nigerià important de Nollywood.
Ha estat nominat a la categoria de Millor Director en els Premis de l'Acadèmia Africana de Cinema el 2006 i el 2008. Ha guanyat el guardó de Director de l'any 2011 en els Premis Best of Nollywood. El 2012 fou reconegut i condecorat pel President nigerià, Goodluck Jonathan com a Member of the Order of the Federal Republic.
El 1994 va començar la seva carrera com a actor i el 1997 com a director de cinema. El 2003 va realitzar el primer film fet a Sierra Leone, titulat Blood Diamonds.

## Biografia
Teco Benson va començar a la indústria del cinema com a actor el 1994. Posteriorment treballà com a guionista, editor i director. Benson es va graduar en salut pública i va fer un Grau de Màster en Estudis de la Comunicació.
Teco Benson va començar la seva carrera com a director de cinema el 1997 i des de llavors ha representat el cinema de Nollywood a nivell internacional en diverses ocasions: a Ghana el 2005; va participar en el 32è Festival Internacional de Cinema de el Caire i el 2006 presentà el seu film Explosion a Israel.

## Filmografia

### Director de cinema
Les pel·lícules que ha dirigit són:
| - Blood in the Lagoon (2013) - The Fake Prophet(2010) - High Blood Pressure (2010) - Mission to Nowhere (2008) - Mission to Nowhere 2 (2008) - Explosion:Now or Never (2006) - Explosion 2: Now or Never (2006) - Explosion 3: Now or Never (2006) - Silence of the Gods (2006) - Silence of the Gods 2 (2006) - Day of Atonement (2005) - Six Demons (2005) - Power to Bind (2003) | - Born 2 Suffer (2002) - Broad Daylight (2001) - War Front(2004) - War Front 2 (2004) - Formidable Force(2002) - Blood Diamonds (2004) - State of Emergency (2004) - State of Emergency (2004) - End of the Wicked (1999) - Dirty Game (1998) - Danger Signal (2004) - Danger Signal 2 (2004) - Accidental Discharge (2003) |  |

### Productor
Les pel·lícules que ha produït Teco Benson són:
- 2011 - Okoto the Messenger (productor associat)
- 2006 - Explosion: Now or Never (Vídeo)
- 2006 - Explosion 2: Now or Never (Vídeo)
- 2006 - Explosion 3: Now or Never (Vídeo)
- 2004 - Danger Signal (Vídeo)
- 2004 - Danger Signal 2 (Vídeo)
- 2004 - State of Emergency (Vídeo)
- 2004 - State of Emergency 2 (Vídeo)
- 2004 - War Front (Vídeo)
- 2004 - War Front 2 (Vídeo)
- 2002 - Born 2 Suffer (Vídeo)
- 2002 - Formidable Force (Vídeo)
- 1999 - End of the Wicked (Vídeo)

### Guionista
Teco Benson ha guionitzat els films:
- 2010 - The Fake Prophet
- 1999 - End of the Wicked (vídeo)

### Actor
Teco Benson ha actuat en la pel·lícula Scores to Settle (1998).